# Filminute
Filminute es un festival cinematográfico internacional dedicado al formato de cineminuto. Filminute fue fundado en el 2005 y su primera edición tuvo lugar en el 2006. Este festival acepta filmes tanto de ficción como animación y Documental.
Este evento anual se lleva a cabo habitualmente en el mes de octubre y los cortometrajes son escogidos por un jurado internacional de personas del mundo del cine, la literatura, el arte y las comunicaciones, así mismo audiencias de todo el mundo son invitadas para votar en la categoría del público (The People's Choice Award).